# ستريموود (إلينوي)
ستريموود (بالإنجليزية: Streamwood)‏ هي قرية تقع في الولايات المتحدة في إلينوي. يقدر عدد سكانها بـ 39,858 نسمة .

## التركيبة السكانية
حدّد مكتب تعداد الولايات المتحدة بيانات التركيبة السكانية لستريموود في تعداد الولايات المتحدة. في ما يلي، التركيبة السكانية حسب تعدادي 2000 و2010.

### تعداد عام 2000
بلغ عدد سكان ستريموود 36,407 نسمة بحسب تعداد عام 2000، وبلغ عدد الأسر 12,095 أسرة وعدد العائلات 9,411 عائلة مقيمة في القرية. في حين سجلت الكثافة السكانية 1,795.2 نسمة لكل كيلومتر مربع (4,649.5/ميل2). وبلغ عدد الوحدات السكنية 12,371 وحدة بمتوسط كثافة قدره 610 لكل كيلومتر مربع (1,579.9/ميل2).
وتوزع التركيب العرقي للقرية بنسبة 77.53% من البيض و3.84% من الأمريكيين الأفارقة و0.29% من الأمريكيين الأصليين و8.64% من الأمريكيين ذوي الأصول الآسيوية و0.03% من سكان جزر المحيط الهادئ و7.06% من الأعراق الأخرى و2.61% من عرقين مختلطين أو أكثر و16.78% من الهسبانيون أو اللاتينيون من أي عرق.
بلغ عدد الأسر 12,095 أسرة كانت نسبة 43.8% منها لديها أطفال تحت سن الثامنة عشر تعيش معهم، وبلغت نسبة الأزواج القاطنين مع بعضهم البعض 64.2% من أصل المجموع الكلي للأسر، ونسبة 9.2% من الأسر كان لديها معيلات من الإناث دون وجود شريك،  بينما كانت نسبة 4.4% من الأسر لديها معيلون من الذكور دون وجود شريكة وكانت نسبة 22.2% من غير العائلات. تألفت نسبة 17.3% من أصل جميع الأسر من عدة أفراد يعيشون في نفس المنزل ونسبة 3% كانت تتألف من شخص يعيش بمفرده يبلغ من العمر 65 عاماً أو أكثر. وبلغ متوسط حجم الأسرة المعيشية 2.99، أما متوسط حجم العائلات فبلغ 3.41.
بلغ العمر الوسطي للسكان 32.5 عاماً. وكانت نسبة 28% من القاطنين تحت سن الثامنة عشر، وكانت نسبة 8.2% بين الثامنة عشر والرابعة والعشرين عاماً، ونسبة 37.2% كانت واقعةً في الفئة العمرية ما بين الخامسة والعشرين والرابعة والأربعين عاماً، ونسبة 20.2% كانت ما بين الخامسة والأربعين والرابعة والستين، ونسبة 5.6% كانت ضمن فئة الخامسة والستين عاماً فما فوق. يوجد لكل 100 أنثى 100.8 ذكر، ويوجد لكل 100 أنثى في الثامنة عشر من عمرها فما فوق 98.0 ذكر.
بلغ متوسط دخل الأسرة في القرية 55,469 دولارًا، أما متوسط دخل العائلة فبلغ 52,339 دولارًا. وكان متوسط دخل الذكور 50,542 دولارًا مقابل 40,962 دولارًا للإناث. وسجل دخل الفرد الخاص بالقرية 23,686 دولارًا. وكانت نسبة 0% من العائلات ونسبة 0.6% من السكان تحت خط الفقر، وكان من هؤلاء نسبة 0% تحت سن الثامنة عشر ونسبة 0% في الخامسة والستين من العمر وما فوق.

### تعداد عام 2010
بلغ عدد سكان ستريموود 39,858 نسمة بحسب تعداد عام 2010، وبلغ عدد الأسر 13,034 أسرة وعدد العائلات 9,945 عائلة مقيمة في القرية. في حين سجلت الكثافة السكانية 1,965.4 نسمة لكل كيلومتر مربع (5,090.4/ميل2). وبلغ عدد الوحدات السكنية 13,629 وحدة بمتوسط كثافة قدره 672 لكل كيلومتر مربع (1,740.5/ميل2).
وتوزع التركيب العرقي للقرية بنسبة 66% من البيض و4.51% من الأمريكيين الأفارقة و0.87% من الأمريكيين الأصليين و15% من الأمريكيين ذوي الأصول الآسيوية و0.04% من سكان جزر المحيط الهادئ و10.59% من الأعراق الأخرى و3% من عرقين مختلطين أو أكثر و28.20% من الهسبانيون أو اللاتينيون من أي عرق.
بلغ عدد الأسر 13,034 أسرة كانت نسبة 41.6% منها لديها أطفال تحت سن الثامنة عشر تعيش معهم، وبلغت نسبة الأزواج القاطنين مع بعضهم البعض 60.7% من أصل المجموع الكلي للأسر، ونسبة 10.6% من الأسر كان لديها معيلات من الإناث دون وجود شريك،  بينما كانت نسبة 5% من الأسر لديها معيلون من الذكور دون وجود شريكة وكانت نسبة 23.7% من غير العائلات. تألفت نسبة 18.7% من أصل جميع الأسر من عدة أفراد يعيشون في نفس المنزل ونسبة 4.6% كانت تتألف من شخص يعيش بمفرده يبلغ من العمر 65 عاماً أو أكثر. وبلغ متوسط حجم الأسرة المعيشية 3.04، أما متوسط حجم العائلات فبلغ 3.49.
بلغ العمر الوسطي للسكان 34.7 عاماً. وكانت نسبة 26.3% من القاطنين تحت سن الثامنة عشر، وكانت نسبة 8.1% بين الثامنة عشر والرابعة والعشرين عاماً، ونسبة 32% كانت واقعةً في الفئة العمرية ما بين الخامسة والعشرين والرابعة والأربعين عاماً، ونسبة 25.6% كانت ما بين الخامسة والأربعين والرابعة والستين، ونسبة 8% كانت ضمن فئة الخامسة والستين عاماً فما فوق. وتوزع التركيب الجنسي للسكان بنسبة 49.6% ذكور و50.4% إناث.

## أعلام
- مات أولريش